# Helena Potocka

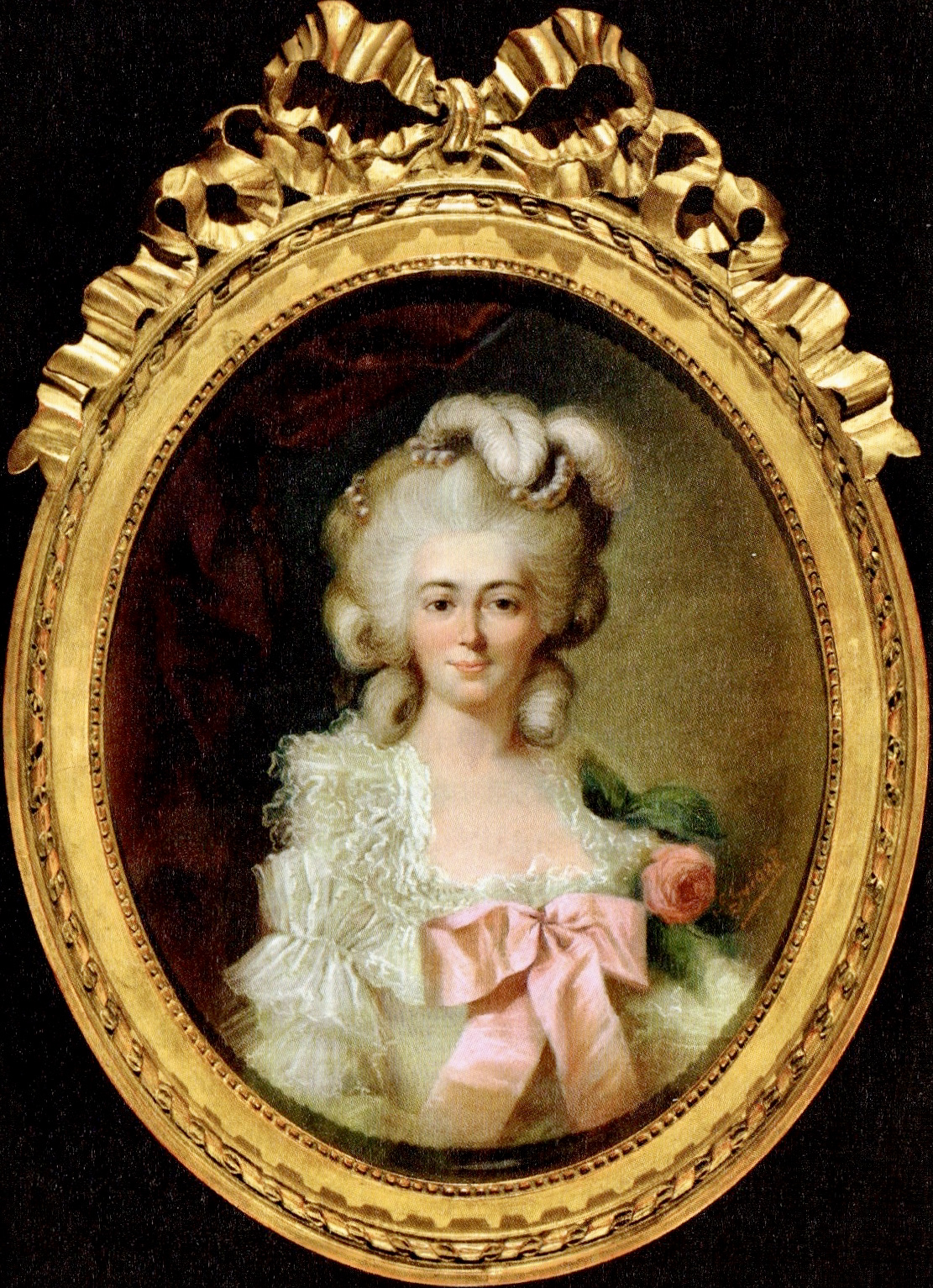
Helena Ligne, geborene Massalska. Unbekannter Künstler, Warschau.

Gräfin Apolonia Helena Potocka, geborene Fürstin Massalska, verwitwete Fürstin Ligne (* 9. Februar 1763; † 30. Oktober 1815 in Paris) war eine Grande Dame des 18. Jahrhunderts. Aus der Konvenienzehe mit Karl von Ligne ausgebrochen, hielt sie an einer Amour fou zu Graf Wincenty Potocki fest.
Die Tagebücher und Briefe der Magnatentochter aus Polen-Litauen vermitteln Einblicke in die Welt des Hochadels Ost- und Westeuropas vor und nach der Französischen Revolution. Die Historikerin Luce Herpin widmete ihr eine zweibändige Biografie.

## Biografie

### Kindheit und Jugend

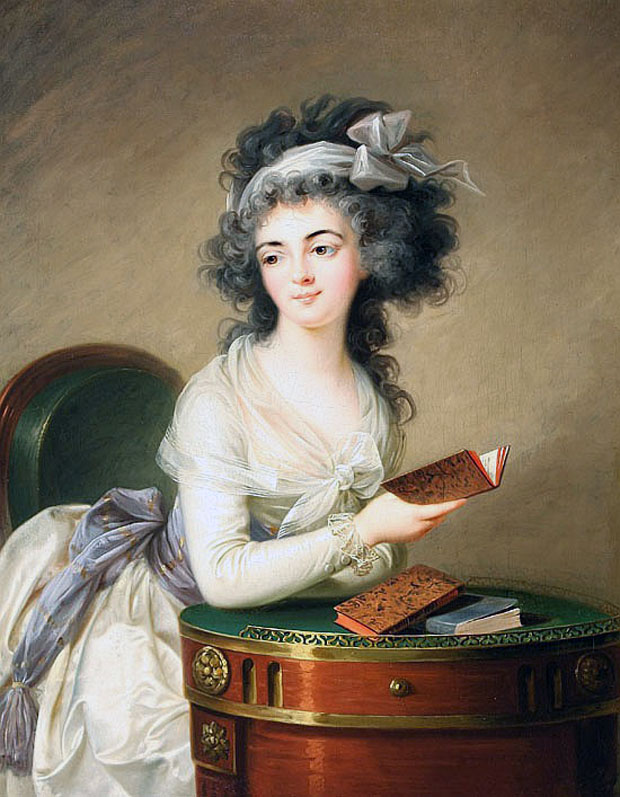
Helena Massalska als Dreizehnjährige. Unbekannter Künstler

Helena Massalska wurde 1763 geboren. Ihre Großväter waren Michał Józef Massalski (vor 1700–1768), Großhetman des Großfürstentums Litauen, und der psychisch gestörte Marcin Mikołaj Radziwiłł (1705–1782). Ihr Vater Józef Adrian Massalski (ca. 1726–1765) war Hofschatzmeister von Litauen, ihre Mutter Antonina war eine geborene Radziwiłłowa (1730–1764).
Im Alter von zwei Jahren wurde Helena Vollwaise. Die Vormundschaft über sie und ihren Bruder Ksawery (1762–1787) übernahm ihr Onkel Ignacy Jakub Massalski (1726–1794), Bischof der litauischen Hauptstadt Vilnius. Wie andere Töchter des Hochadels wurde sie wohl einer französischen Gouvernante anvertraut.
Weil sich ihr bischöflicher Onkel gegen die Wahl von Stanisław August Poniatowski zum polnischen König gestellt hatte, musste er vorübergehend das Land verlassen. Er nahm Helena mit nach Paris. Auf die Empfehlung von Salonnière Madame Geoffrin vertraute er das Kind Bernhardinerinnen an. Im Frauenkloster Abbaye-aux-Bois erhielt sie von 1771 bis 1779 zusammen mit den „ersten Töchtern Frankreichs“ eine standesgemäße Erziehung.
In der Abbaye-aux-Bois überwachten hochadlige Erzieherinnen den Unterricht auswärtiger Fachleute und brachten den Pensionärinnen nach der Erstkommunion die Führung eines fürstlichen Haushalts bei. Helena schloss sich ihrer Tutorin Madeleine-Angélique Montmorency-Luxembourg und vor allem Schulleiterin Marie-Louise Rochechouart an, deren Lieblingsschülerin sie wurde, doch starben diese beiden Bezugspersonen noch während der Klosterzeit des Mädchens (1775 bzw. 1779). Bischof Massalski finanzierte ihr für 30.000 Livres im Jahr ein eigenes Appartement und Bedienstete. Das Klosterleben war teilweise durch soziale Kontrolle und Gewalt geprägt. Als Helena anfangs petzte, wurde sie von der ganzen Klasse mit Füßen getreten. Bettkontrollen sollten sexuelle Aktivitäten verhindern, im selben Bett Erwischte wurden ausgepeitscht.
Die Tagebücher, in denen Helena ihre vorwiegend glückliche Zeit in der Abtei beschrieb, stellen eine einzigartige Quelle für die Geschichte der Mädchenerziehung dar.
Die von Herpin in ihrer Biografie verwendeten Teile lieferten den Stoff zu einem Kinderbuch.

### Ehe mit Karl von Ligne

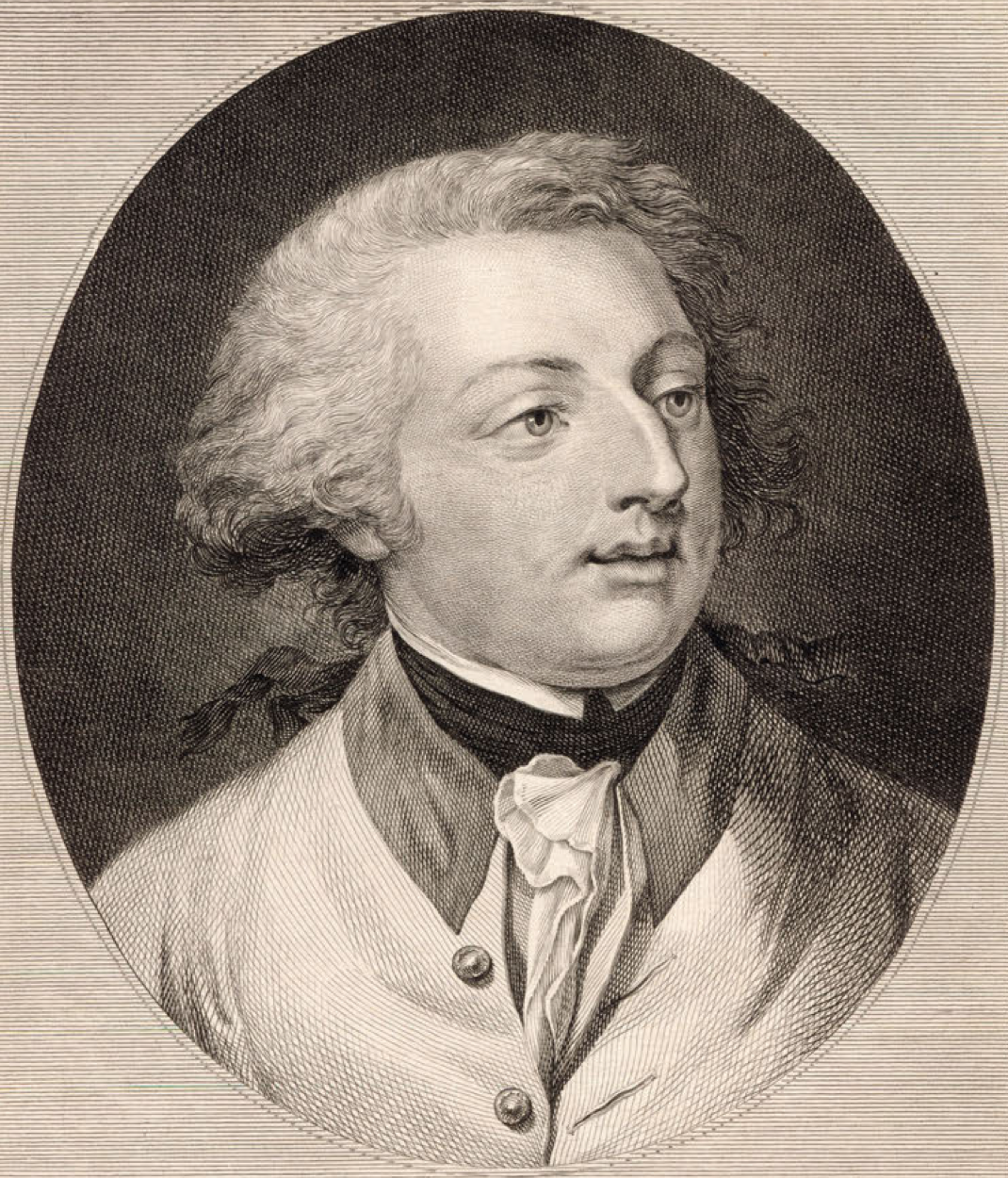
Antoine Cardon nach Charles Le Clercq: Helenas Gatte Karl de Ligne, 1785.

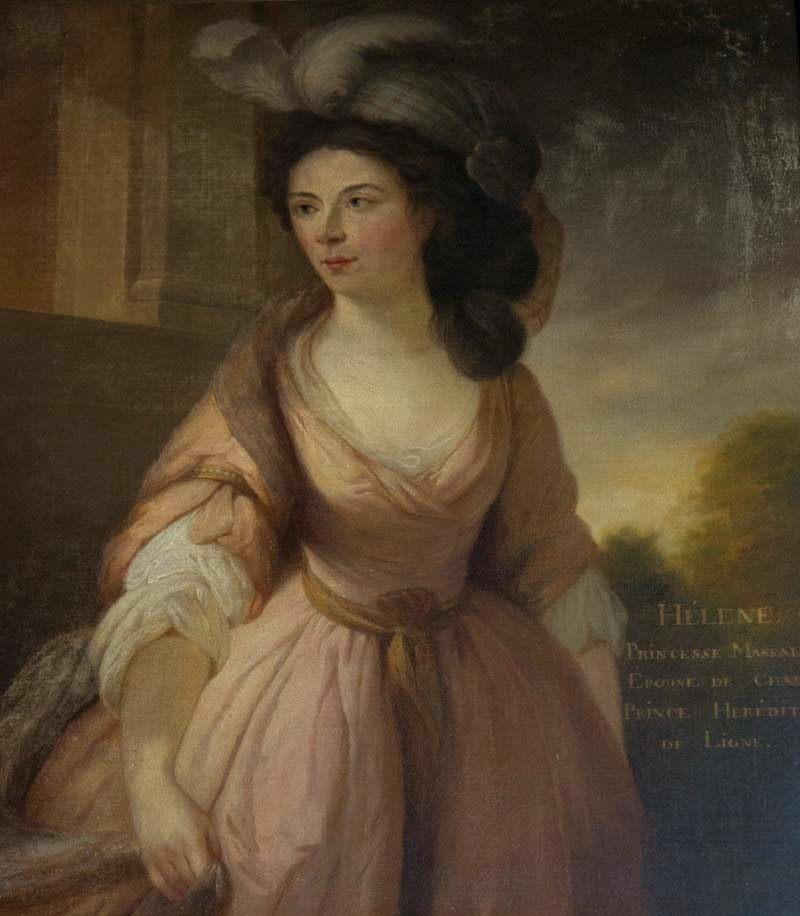
Helena Ligne. Unbekannter Künstler, Schloss Belœil.

Helena selbst hätte gerne Fürst Friedrich von Salm-Kyrburg geheiratet, mit dem sie in Paris hätte bleiben können. Doch heiratete die Sechzehnjährige schließlich 1779 den neunzehnjährigen Karl von Ligne, ältester Sohn und Universalerbe des k. k. Feldmarschallleutnants Fürst Charles-Joseph de Ligne.
Die Lignes gehörten zu den wichtigsten Familien der Österreichischen Niederlande (Belgien). Karl hatte die Artillerieschule in Straßburg absolviert und war der Familientradition folgend k. k. Offizier geworden. Helenas Onkel gab ihr zur Aussteuer 300.000 Livres, die Herrschaft Mogilany sowie zwei Paläste in Krakau und einen in Warschau. Zum Gunstbeweis unterzeichneten Ludwig XVI. und Marie-Antoinette den Ehevertrag der beiden. Im vergeblichen Bemühen, an Helenas Erbe zu kommen, reisten Ligne senior und junior 1780 nach Petersburg, Vilnius und Warschau.
Kar wollte sich schon nach drei Jahren Ehe scheiden lassen. Er unterhielt parallel eine Affäre mit der Schauspielerin Mademoiselle Fleury, mit der er eine Tochter namens Christine (1786–1867) zeugte. Mit Helena hatte Karl die Tochter Sidonie (1786–1828).
Der Russisch-Österreichische Türkenkrieg, an dem Helenas Gatte und Schwiegervater teilnahmen, brachte das adelige Gesellschaftsleben Wiens, an dem Helena teilgenommen hatte, zum Erliegen. Vor diesem Hintergrund verließ Helena Wien und zog zum Onkel nach Warschau. Dabei musste sie die vierzehn Monate alte Sidonie der Schwiegermutter überlassen, weshalb die Tochter sie erst im Erwachsenenalter kennen lernte. Karl wurde für seine Verdienste im Krieg ausgezeichnet und von Katharina II. zum Kommandeur des Sankt-Georg-Ordens ernannt.

### Ehe mit Wincenty Potocki

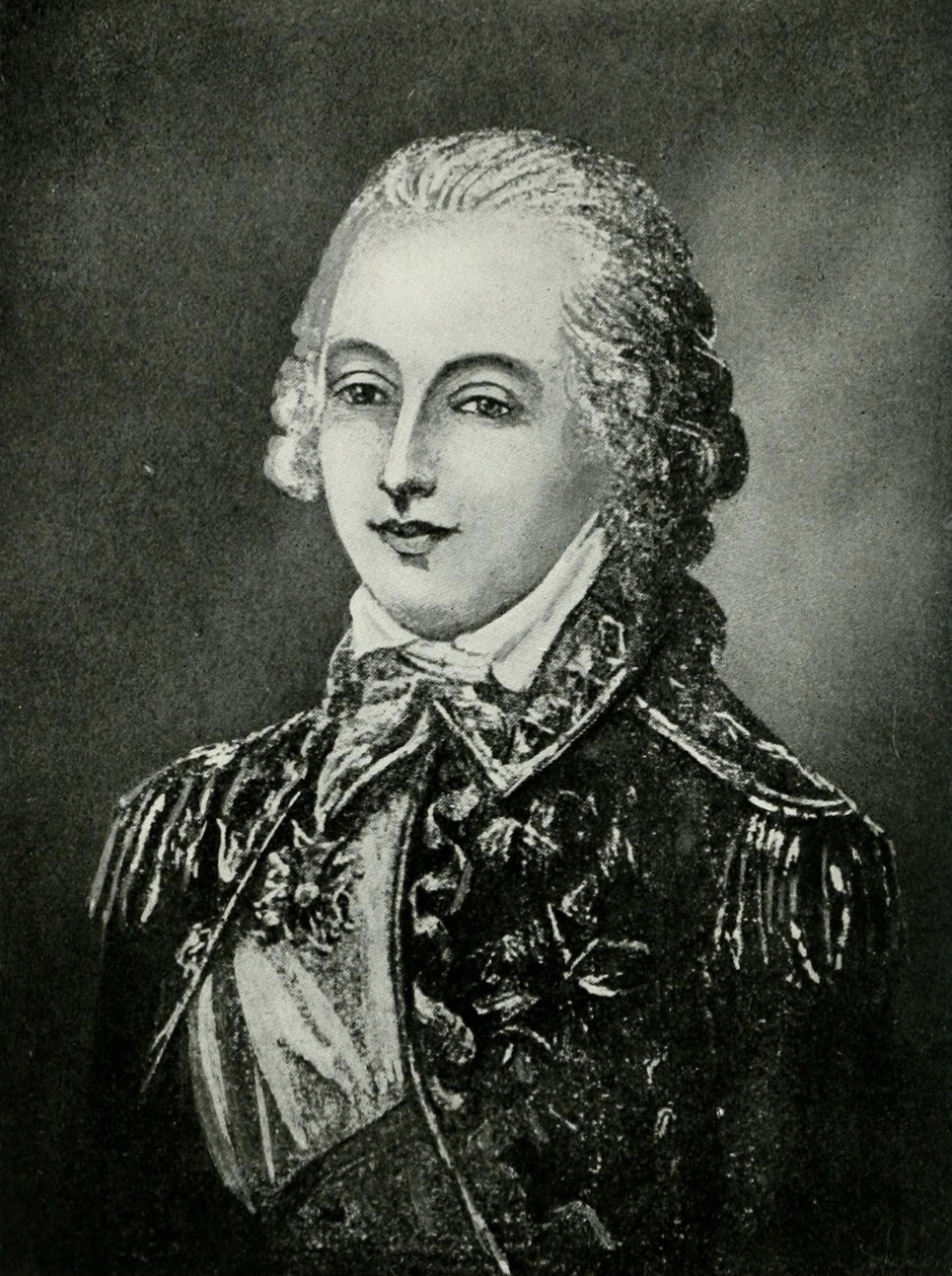
Autorschaft ungeklärt: Helenas Geliebter und späterer Gatte Wincenty Potocki.

Als Fünfundzwanzigjährige verliebte Helena sich in Graf Wincenty Potocki (um 1740–1825), dem Hofkämmerer, Regimentschef des berittenen Garderegiments und Starost von Lublin. Sein Vater Stanisław (1688–1760) hatte die Ämter des Woiwoden von Kiew (Schytomyr) und Posen bekleidet. Nach kurzer geschiedener Ehe mit der Nichte und Vertrauten König Stanisław Augusts, Urszula Mniszech geborenen Zamoyska (1750–1808), war er seit 1787 mit Anna Mycielska (1764–1829) verheiratet. Das Paar hatte zwei Söhne. Wincenty war Eigentümer von Städten und Dörfern in Wolhynien, Podolien, Litauen und im österreichischen Galizien sowie von Palästen in Warschau. Seine Residenz Nemyriw ließ er in eine Idealstadt verwandeln.
1790 planten Helena und Wincenty ihre Ehen annullieren zu lassen und zu heiraten, doch der Plan scheiterte. 1792 fiel Karl im Ersten Koalitionskrieg. Testamentarisch hinterließ er sein Erbe zum größeren Teil seiner unehelichen Tochter Christine und seinem Adoptivsohn Norikos. Anna Mycielska stimmte der Scheidung schließlich zu und vier Monate nach Karl de Lignes Tod ließ ihr Onkel Helena im Geheimen mit Wincenty Potocki trauen. 1793 bzw. 1794 bekam sie die Söhne Aleksy und Wincenty.
Helenas Onkel wurde 1794 im Zuge des Kościuszko-Aufstandes von Polnischen Nationalisten gelyncht. Nach der Niederschlagung des Aufstands kam es 1795 zur dritten und letzten Teilung der Rzeczpospolita, bei der Russland unter anderem Litauen annektierte. Der Fürst von Ligne veranlasste darauf Katharina II., zur Sicherstellung der Erbansprüche seiner Enkelin Sidonie den Nachlass von Helenas Onkel zu beschlagnahmen. Gleichzeitig focht Gräfin Anna im Interesse ihres Sohnes Franciszek die Ehelichkeit von Aleksy und Wincenty an, die Helena geboren hatte, als Potocki noch nicht rechtsgültig geschieden war. (Die 1795 zur Welt gekommene Tochter Helena starb nach wenigen Wochen.) Um seine Ehe anerkennen zu lassen und das Massalski-Erbe freizubekommen, fuhr Wincenty Potocki im Winter 1795/96 nach Petersburg. Nachdem er die Kinder Sidonie und Franciszek finanziell abgesichert hatte, anerkannte Katharina II. die Ehelichkeit von Aleksy und Wincenty. In Vilnius erfuhren die Potockis, dass der ermordete Bischof netto zehn Millionen Złoty hinterlassen hatte, von denen der größte Teil Helena zufallen sollte. Der Nachlass blieb aber weiterhin beschlagnahmt. Der neue Kaiser Paul I. verpflichtete die beiden, die Fertigstellung der klassizistischen Kathedrale von Vilnius zu finanzieren, für die Massalski vom Domkapitel Geld erhalten hatte.
1797 starb Helenas dreijähriger Sohn Wincenty, zwei Jahre später auch der sechsjährigen Aleksy. Zwei weitere Schwangerschaften endeten mit Fehlgeburten.
Nach der Ermordung Paul I. gab dessen Sohn Alexander I. Teile des Massalski-Erbes frei. Helena und ihr verschuldeter Ehemann Wincenty Potocki stritten häufig über Geld. 1802 verkaufte Wincenty die gesamten Besitzungen in Podolien seinem Cousin dritten Grades Stanisław Szczęsny Potocki, der in Tultschyn nahe Nemyriw residierte. Dieser war in zweiter, geschiedener Ehe mit Wincentys Halbschwester Anna Potocka verheiratet gewesen und hatte dann seine griechische Geliebte Zofia Glavani geschiedene de Witte geehelicht (wodurch diese – obwohl drei Jahre älter – Helenas Nichte geworden war).
Zu Wincenty Potockis verbliebenen Besitzungen zählten Brody und Sbarasch in Galizien, an dessen Grenze zu Russland gelegen. Dort entdeckte Helena, dass ihr Gatte eine Affäre mit ihrer Vertrauten und Haushälterin Mademoiselle Karwoska unterhielt. 1806 beschloss Helena ihren Ehemann zu verlassen, und fuhr nach Lemberg (Lwiw), zu ihrer Freundin Tekla Jabłonowska geborenen Czaplicówna. Diese hatte zum Zirkel ihres ersten Gatten gehört. Sie arrangierte ein Treffen Helenas mit dem Fürsten Ligne, der sein in der Gegend stationiertes Regiment inspizierte. Er versöhnte sich mit der Ex-Schwiegertochter und veranlasste sie, ihrer Tochter Sidonie zuliebe einen weiteren Skandal zu vermeiden und zu Potocki zurückzukehren. Weiter empfahl er ihr, auf eine Übersiedelung nach Paris hinzuarbeiten.

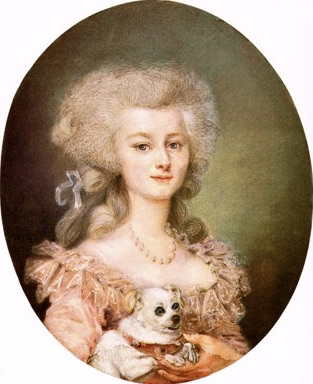
Autorschaft ungeklärt: Helenas Tochter Sidonie Ligne, Schloss Belœil.

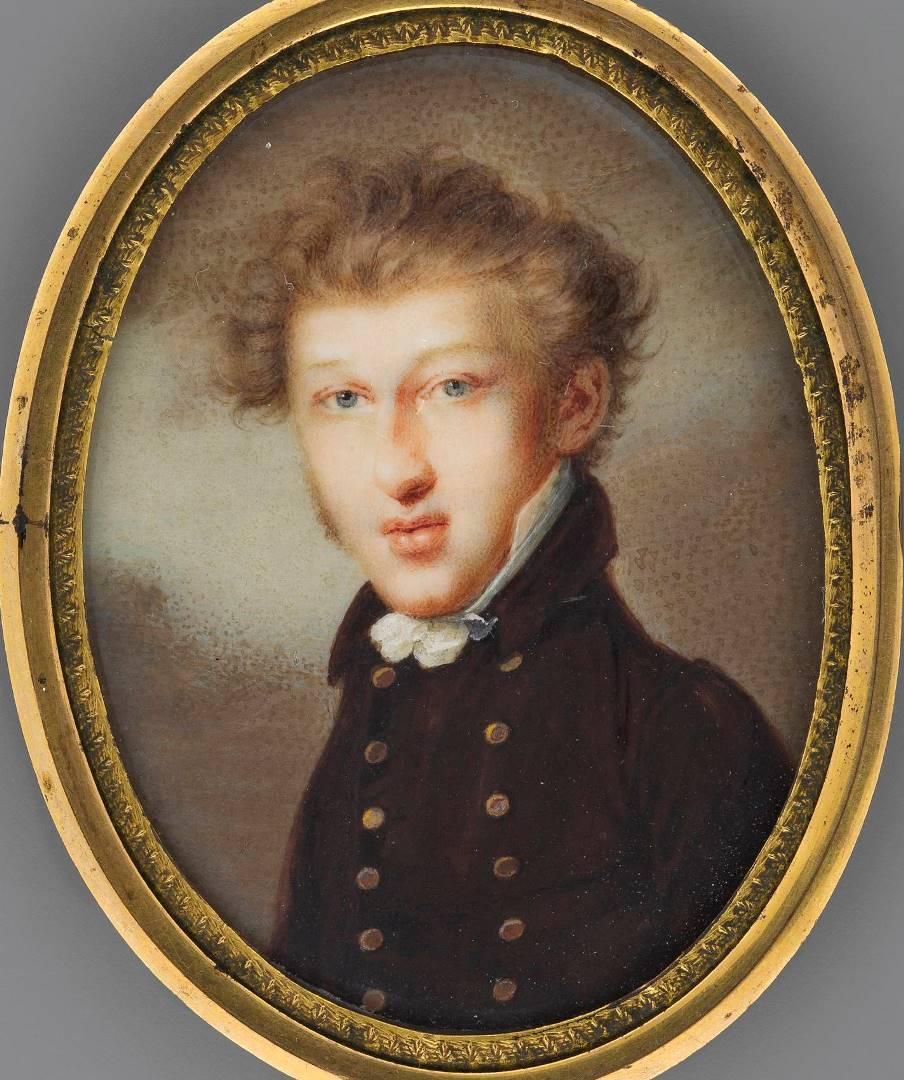
Autorschaft ungeklärt: Helenas Stiefsohn Franciszek Potocki, 1803.

Helena und Wincenty zogen 1806 nach Paris, wo sie ein Palais im 9. Arrondissement erwarben.
Um Sidonie den Zugang zum Massalski-Erbe zu ermöglichen, sollte sie mit ihrem Stiefbruder Franciszek Potocki verheiratet werden. Beide hatten bis dahin kaum Kontakt zu ihren Eltern gehabt. Potockis Sohn und dessen Mutter Anna waren mit der Heirat einverstanden, weil diese Franciszek eine glänzende Karriere im Empire français versprach. Potocki traf die beiden 1807 in Dresden. Anschließend wurde die einundzwanzigjährige Sidonie, mit dem zwei Jahre jüngeren Franciszek  getraut. Hier in Paris lernten Helena und ihre Tochter Sidonie sich zum ersten Mal genauer kennen. Franciszek wurde 1808 Adjutant von Marschall Davout, dem Generalgouverneur des von Napoleon geschaffenen Herzogtums Warschau.
Wie Helena in der Abbaye-aux-Bois gelernt hatte, führte sie Buch über ihren Pariser Haushalt. So erfahren wir, dass sie 1809 100 000 französische Kupferstiche, 40 000 Bücher und 200 Paar Handschuhe besaß, dass ihr Schmuck einer Königin würdig war oder dass ihre beiden Ankleidezimmer mit Fliesen aus Sèvres-Porzellan verkleidet waren. Sie führte ein geregeltes Leben, ging um Mitternacht zu Bett und stand im Sommer um sieben, im Winter um acht Uhr auf. Dann erteilte sie ihren achtundzwanzig persönlichen Bediensteten schriftliche Anweisungen und kontrollierte deren Bücher. Ihren Wochenprogrammen ist zu entnehmen, dass sie sich im Winter täglich mit ihren Kupferstichen, im Sommer jeden Werktag mit Botanik befasste, dazu abwechselnd mit Zeichnen, Musik, Geistes- und Naturwissenschaften. Dreimal wöchentlich gab es im Winter Ausgang, im Sommer Promenade.
1809 kaufte Helena das bei Saint-Denis (nördlich von Paris) gelegene Schloss Saint-Ouen-sur-Seine, welches einst Madame Pompadour bewohnt hatte. Während sie dieses einrichtete, hielt sich ihr Gatte im ehemaligen Polen auf. Helena hörte Gerüchte, dass ihr Ehemann Wincenty dort weiterhin eine Affäre mit Mademoiselle Karwoska unterhielt.

## Tod und Erbe
1815 starb die Zweiundfünfzigjährige Helena in Paris. Die Ärzte schrieben ihren plötzlichen Tod einer inneren Krankheit zu, die durch die vielen Reisen verschlimmert worden sei. Sie wurde nur provisorisch beigesetzt, aber nie in ihre Heimat überführt, so dass man ihr Grab auf dem Friedhof Père Lachaise 1840 aufhob.
Ihr Witwer Wincenty Potocki wollte später seine geschiedene Gattin Anna ein zweites Mal heiraten, doch starb er davor 1825.
Helenas Tochter Sidonie hatte zwei Kinder, die früh verstarben. Ihr Gatte war 1811 in russische Dienste getreten und Ordonnanzoffizier Alexanders I. geworden. Nach dem Tod des Fürsten Ligne im Jahr 1814 begann Sidonie einen (erfolglosen) Prozess gegen ihren minderjährigen Cousin Eugène um die Besitzungen des Hauses Ligne im Hennegau. Franciszek bekleidete hohe Ämter in dem vom Wiener Kongress geschaffenen, durch Personalunion mit Russland verbundenen Königreich Polen. Von ihm getrennt lebend, verliebte Sidonie sich in Paris in den Engländer Henry Hely-Hutchinson. Sie starb 1828 und wurde neben ihrem Großvater Ligne auf dem Kahlenberger Friedhof bei Wien beigesetzt.
Die Kunstsammlungen der Potockis waren zum großen Teil noch von Wincenty verkauft worden. Die Reste der Bibliothek befanden sich bis in die 1880er Jahre in Brody. Was die Erben und Nachbesitzer nicht verkaufen konnten (etwa 16 000 Bände, worunter eine einmalige Sammlung von 9000 bis 10 000 Romanen aus der Zeit von der Französischen Revolution bis 1830), befindet sich heute, mit dem Exlibris von Franciszek versehen, auf Schloss Oron (Schweiz).